# Otto Mathias Wilbertz
Otto Mathias Wilbertz (* 22. Oktober 1944 in Lauterbach (Hessen)) ist ein deutscher Prähistoriker.

## Leben
Otto Mathias Wilbertz wuchs im Rheinland auf. Nach dem Abitur 1964 leistete er seinen Wehrdienst ab und begann 1966 mit einem Studium der Ur- und Frühgeschichte, Geschichte und Klassischen Archäologie an der Universität Bochum. Ab 1967 studierte er neben Ur- und Frühgeschichte Vorderasiatische Archäologie und Kunstgeschichte in Saarbrücken. Ab 1968 studierte er an der Universität Gießen darüber hinaus Ethnologie und mittelalterliche Geschichte. In den ersten Semestern nahm er an Ausgrabungen des Tell Kāmid el-Lōz in der libanesischen Bekaa-Ebene teil. 1973 schrieb Wilbertz seine Magisterarbeit über die Urnenfelderkultur am Fichtelgebirge. 1977 wurde er in Gießen mit einer Arbeit über die Urnenfelderkultur in Unterfranken promoviert. Seinen Berufsanfang hatte er als Assistent an der Universität Saarbrücken.
1980 wechselte Otto Mathias Wilbertz zur Denkmalpflege und ging an das 1979 gegründete Institut für Denkmalpflege in Hannover, den Vorläufer des Niedersächsischen Landesamtes für Denkmalpflege. Dort wurde er Dezernent für Inventarisation und leitete ein Erfassungsteam für die Landkreise Lüneburg, Osterholz und Wolfenbüttel. In den 1990er Jahren war er in Niedersachsen am Aufbau der ADAB (Allgemeine DenkmAldatenBank) als  Informationssystem der staatlichen Denkmalpflege beteiligt, die im Jahr 2000 als ADABweb webfähig wurde. 2009 wurde er pensioniert.
Facharchäologisch befasst sich Otto Mathias Wilbertz mit Harpstedter Rautöpfen und Grabhügeln mit Schlüssellochgräben.

## Veröffentlichungen (Auswahl)
- Die Urnenfelderkultur in Unterfranken (= Materialhefte zur bayerischen Vorgeschichte. Reihe A. Fundinventare und Ausgrabungsbefunde. Band 49). Lassleben, Kallmünz/Opf. 1982, ISBN 3-7847-5049-4 (Dissertation).
- Ein Kreisgrabenfriedhof mit Schlüssellochgraben von Handrup, Ldkr. Emsland. In: Die Kunde N. F. Nr. 34/35, 1983/84, S. 139–156.
- Schladen, Grabhügelfeld im Sudholz in Das Braunschweiger Land (= Führer zu archäologischen Denkmälern in Deutschland Band 34). Konrad Theiss Verlag, Stuttgart 1997, S. 322–324
- (Hrsg.): Langgräben und Schlüssellochgräben der jüngeren Bronze- und frühen Eisenzeit zwischen Aller und Dordogne. Verlag Marie Leidorf, Rahden/Westfalen 2009, ISBN 978-3-89646-971-7.